# Македонська сільська рада
| Македонська сільська рада — орган місцевого самоврядування у Миронівському районі Київської області з адміністративним центром у с. Македони. Історична дата утворення: 1928 рік[джерело не вказане 949 днів]. Водоймища на території, підпорядкованій даній раді: річки Шевелуха. Сільській раді підпорядковані населені пункти: - с. Македони - с. Кулешів - с. Малі Прицьки |

## Склад ради
Рада складається з 12 депутатів та голови.

### Керівний склад ради
| ПІБ                             | Основні відомості                                                                | Дата обрання | Дата звільнення |
| ------------------------------- | -------------------------------------------------------------------------------- | ------------ | --------------- |
| Пархомчук Валентина Миколаївна  | Сільський голова, 1966 року народження, освіта, член Української Народної Партії | 26.03.2006   | 31.10.2010      |
| Чемерис Володимир Володимирович | Сільський голова, 1959 року народження, освіта вища, безпартійний                | 31.10.2010   | 2015            |
| Авраменко Віталій Григорович    | Сільський голова, 1962 року народження, освіта вища, безпартійний                | 2015         |                 |

Примітка: таблиця складена за даними джерела